# Urszula Ledóchowska
Urszula Ledóchowska (właśc. Julia Maria Ledóchowska, też Halka-Ledóchowska (ur. 17 kwietnia 1865 w Loosdorfie w Austrii, zm. 29 maja 1939 w Rzymie) – polska święta katolicka, założycielka Urszulanek Serca Jezusa Konającego.

## Życiorys
Była jednym z dziewięciorga dzieci Antoniego Augusta Ledóchowskiego (1823–1885), rotmistrza huzarów i szambelana cesarskiego i Józefiny z d. Salis-Zizers (1831–1909) z pochodzenia Szwajcarki, wnuczką generała Ignacego Ledóchowskiego. Spośród jej rodzeństwa życie konsekrowane wybrali:
- siostra Maria Teresa – późniejsza błogosławiona Maria Ledóchowska;
- siostra Ernestyna – kanoniczka[2];
- brat Włodzimierz Ledóchowski – przyszły przełożony Generalny Towarzystwa Jezusowego.

Brat Ignacy Kazimierz Ledóchowski wybrał karierę wojskową, dosługując się stopnia generała dywizji w Wojsku Polskim. Była stryjeczną bratanicą kardynała i prymasa Polski Mieczysława Halki-Ledóchowskiego.
Gdy Julia miała 18 lat, przeniosła się wraz z rodziną do Lipnicy Dolnej w gminie Lipnica Murowana (zob. Dwór Ledóchowskich). Trzy lata później wstąpiła do krakowskiego klasztoru urszulanek, przyjmując imię Urszula.
W 1907, otrzymawszy błogosławieństwo Piusa X wraz z dwiema siostrami wyjechała do Petersburga, by objąć kierownictwo internatu przy polskim gimnazjum. W 1910 powstał dom dla wspólnoty oraz gimnazjum z internatem dla dziewcząt. Cztery lata później matkę Urszulę wydalono z Rosji, co spowodowane było wybuchem I wojny światowej. Urszula Ledóchowska udała się do Sztokholmu, następnie do Danii.
W Skandynawii kontynuowała pracę pedagogiczną – założyła szkołę dla dziewcząt, ochronkę dla sierot po polskich emigrantach, współpracowała z założonym w Szwajcarii przez Henryka Sienkiewicza Komitetem Pomocy Ofiarom Wojny, starając się uwrażliwić Skandynawów na sprawę niepodległości Polski.

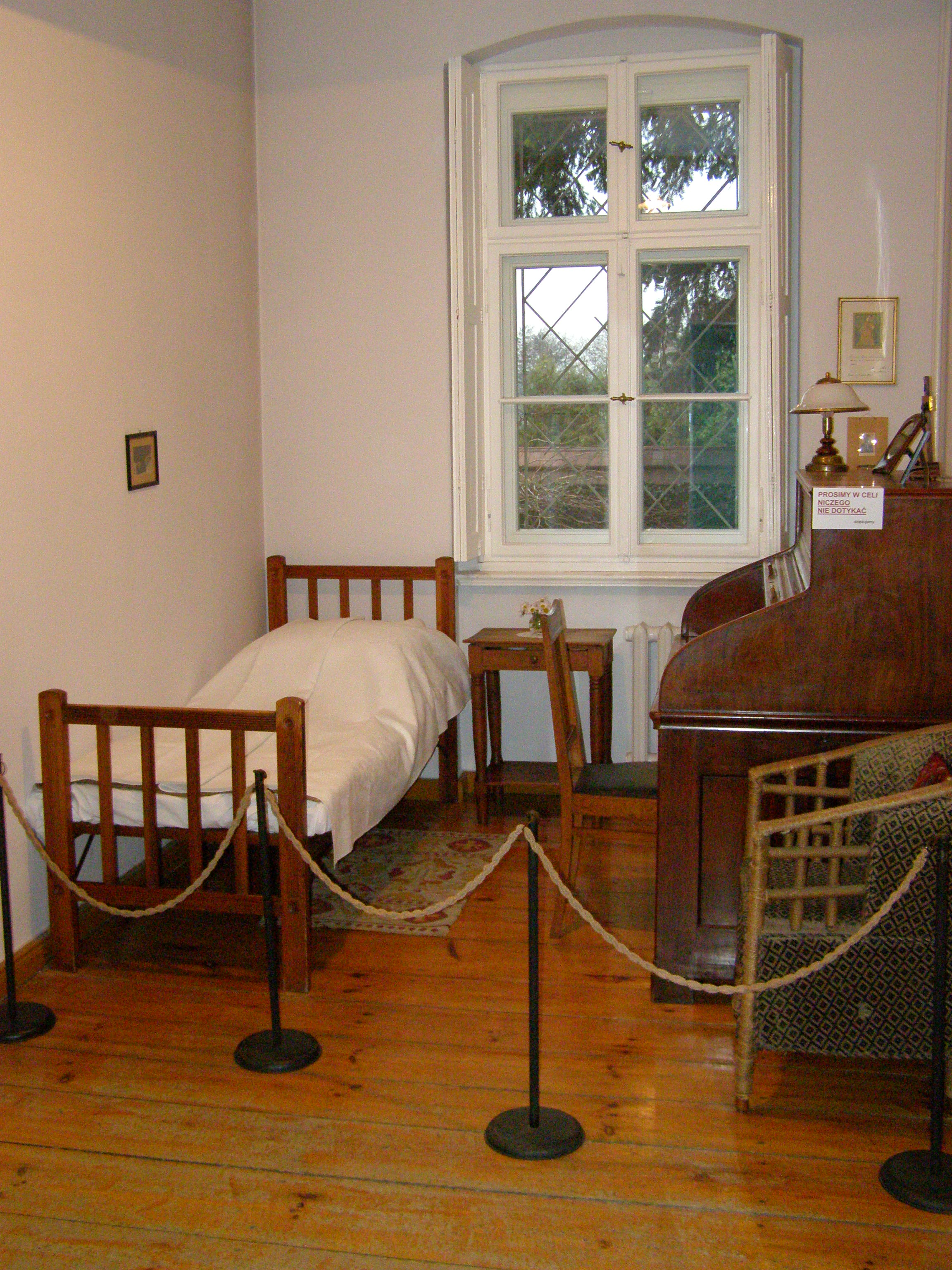
Pokój Urszuli Ledóchowskiej w domu zakonnym w Pniewach

W 1920 petersburskie urszulanki wróciły do Polski i osiedliły się w Pniewach k. Poznania. Niedługo potem Benedykt XV zezwolił im na przekształcenie się w Zgromadzenie Sióstr Urszulanek Serca Jezusa Konającego, mające żyć duchowością urszulańską oraz tradycją pracy wychowawczej jako uprzywilejowanego narzędzia ewangelizacji. W jej ramach urszulanki SJK, zwane od koloru habitów urszulankami szarymi, działały nie tylko w Polsce, ale także we Włoszech i Francji.
1 stycznia 1925 roku założyła w Pniewach pierwsze w Polsce koło Krucjaty Eucharystycznej (obecnie Eucharystycznego Ruchu Młodych).
Zmarła 29 maja 1939 podczas wizyty w Rzymie. Msza żałobna i requiem zostały odprawione 1 czerwca 1939 w rzymskim kościele Najświętszej Marii Panny Anielskiej, po czym odbył się pogrzeb na cmentarzu Campo Verano.

## Ordery i odznaczenia
- Krzyż Niepodległości (19 grudnia 1930)[8]
- Krzyż Oficerski Orderu Odrodzenia Polski (30 kwietnia 1927)[9]
- Złoty Krzyż Zasługi (1937)[10]

## Kult
Powszechnie ceniono ją i szanowano za poświęcenie dla innych (zwłaszcza dzieci) oraz pogodę ducha, którą sama uznawała za świadectwo więzi z Chrystusem.
Tuż po śmierci Urszuli Ledóchowskiej pojawiała się opinia, że „zmarła święta”.

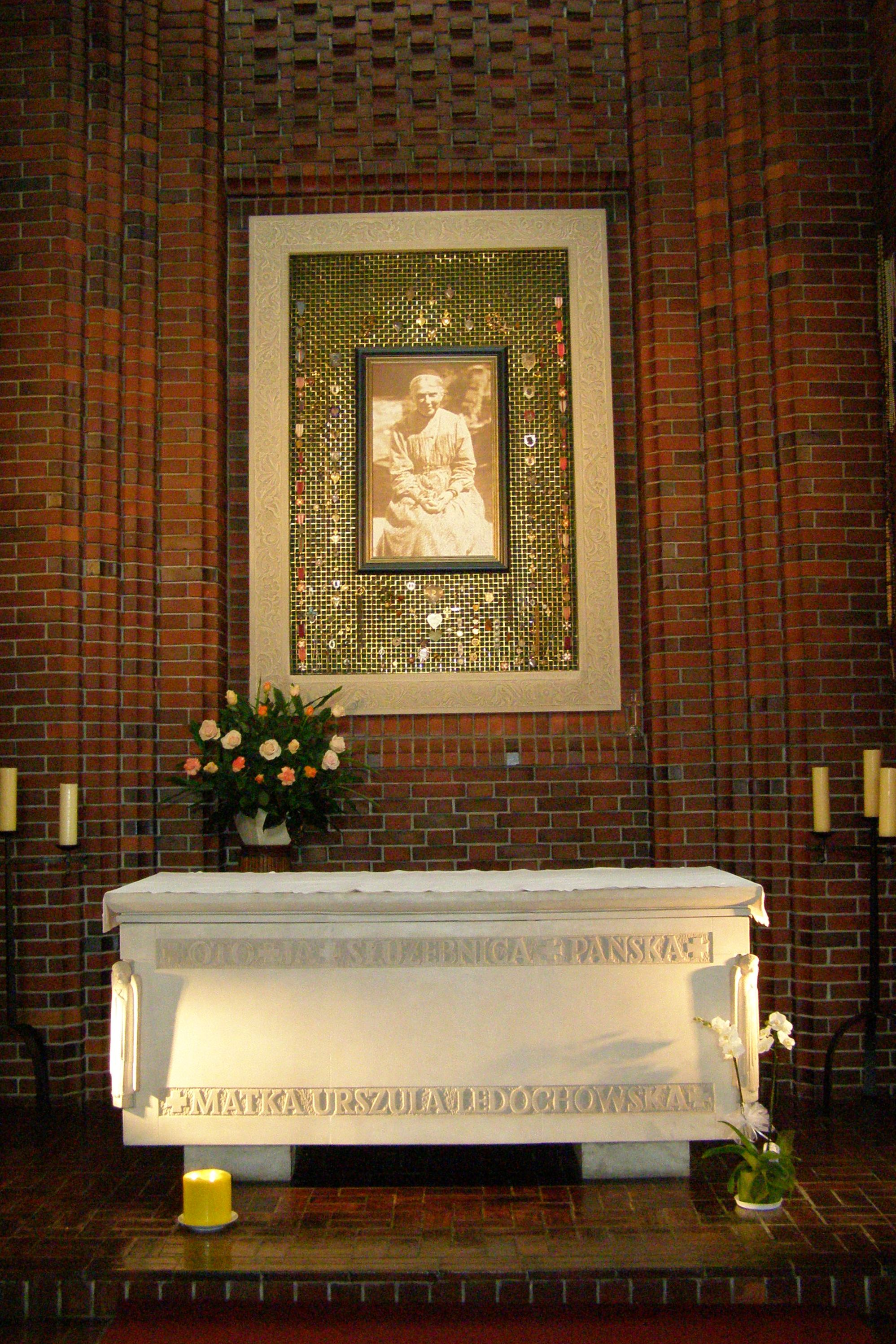
Sarkofag Świętej w Pniewach.

20 czerwca 1983 w Poznaniu Jan Paweł II beatyfikował matkę Urszulę, a 18 maja 2003 w Rzymie kanonizował. W 1989, w pięćdziesiątą rocznicę śmierci zachowane od zniszczenia ciało błogosławionej Urszuli zostało przewiezione z Rzymu do Pniew i złożone w kaplicy domu macierzystego.
Jej imieniem nazwano parafie m.in. na lubelskim Węglinie, częstochowskim Wrzosowiaku, bydgoskim Miedzyniu, Malborku, gdańskim Chełmie, gdyńskim Chwarznie i Złotej. Jej imię nosi szkoła średnia z polskim językiem nauczania w Czarnym Borze na Litwie. Od 2006 jest patronką Sieradza, a od 2016 patronką Pniew.

## Źródła internetowe
- Życiorys na stronie internetowej Zgromadzenia Sióstr Urszulanek